# (13804) Hrazany
(13804) Hrazany (désignation provisoire : 1998 XK) est un astéroïde de la ceinture principale découvert le 9 décembre 1998 par les astronomes Zdeněk Moravec et Miloš Tichý à l'observatoire Kleť près de České Budějovice en République tchèque.
Il porte le nom du village tchèque de Hrazany.